# Yan Lianke
Yan Lianke (kinesiska: 閻連科, pinyin: Yán Liánkē), född 1958 i Song härad i Henan-provinsen, är en kinesisk författare verksam i Peking, Kina.
Han gick med i Folkets befrielsearmé 1978 och tog examen vid Henanuniversitetet 1985. Han började skriva 1978 och har givit ut en rad romaner och novellsamlingar. Hans stil är satirisk och samhällskritisk, vilket har resulterat i att många av hans verk blivit förbjudna i Kina. Han medger att han ofta tvingas censurera sig själv när han skriver för att undvika myndigheternas censur.
Yan Lianke har tilldelats två av Kinas främsta litteraturpriser. För novellsamlingen Nian Yue Ri (年月日, 2000) fick han Lu Xun-priset och för romanen Lenins kyssar (受活, 2004) Lao She-priset. Han nominerades till Man Booker International Prize 2013.
Flera av hans verk är översatta till andra språk. På svenska utkom 2013 romanen Drömmar om byn Ding som är en satirisk skildring om en AIDS-epidemi som drabbar en kinesisk by efter att myndigheterna har lockat bönderna med att sälja sitt blod.

## Verk på svenska
- Lianke, Yan (2013). Drömmar om byn Ding. övers. Anna Gustafsson Chen. Bokförlaget Atlantis. Libris 13589318. ISBN 978-91-7353-623-3

- Lianke, Yan (2015). Lenins kyssar. övers. Anna Gustafsson Chen. Bokförlaget Atlantis. Libris 17064324. ISBN 978-91-7353-773-5

- Lianke, Yan (2017). De fyra böckerna. övers. Anna Gustafsson Chen. Bokförlaget Atlantis. Libris 20006116. ISBN 978-91-7353-875-6

- Lianke, Yan (2019). Explosionskrönika. övers. Anna Gustafsson Chen. Bokförlaget Atlantis. Libris gqsk1qqmdt5zs4g5. ISBN 978-91-7353-934-0

- Lianke, Yan (2021). Tre bröder. övers. Anna Gustafsson Chen. Natur & Kultur. Libris 8m4dv9mc6brz91z0. ISBN 978-91-2717-295-1

- Lianke, Yan (2024). Explosionskrönika. övers. Anna Gustafsson Chen. Weyler Förlag. Libris gzc667ttd8x4s0q0. ISBN 9789127187948

- Lianke, Yan (2024). Lenins kyssar. övers. Anna Gustafsson Chen. Weyler Förlag. Libris h0d778vhfc9z04zq. ISBN 9789127187924

- Lianke, Yan (2024). Kvinnorna. övers. Anna Gustafsson Chen. Weyler Förlag. Libris zgvppq9jwz6cplcr. ISBN 9789127182936

- Lianke, Yan (2024). Drömmar om byn Ding. övers. Anna Gustafsson Chen. Weyler Förlag. Libris 0hwqqrc5xsb496lt. ISBN 9789127187931